# Руднєва Ганна Олегівна
Руднєва Анна Олегівна (народ. 11 січня 1990, Москва) - російська співачка, колишня учасниця дівочого поп-гурту «Ранетки» (2005—2011), композитор, дизайнер.

## Біографія
Анна Руднєва, або як її сьогодні називають - Аня-ранетка, народилась у Москві, 11 січня 1990 року. Мати - Світлана Олексіївна, тато - Олег Володимирович (підприємець).
Дівчинці було 15 років, коли її подруга Женя Огурцова запропонувала їй організувати рок-гурт. Так 10 серпня 2005 року утворився гурт «Ранетки».
У гурті Анна Руднєва грає на ритм-гитарі та є однією із солісток. Аня закінчила музичну школу саме за класом класичної гітари. Окрім того, Анна є автором текстів пісень. 
Вперше війшла заміж 21 січня 2012 року за петора Павла Сердюка (відомий роллю Дениса у серіалі "Моя прекрасна няня"). Народилася дочка Софія 17 травня 2012 року. Пара розійшлася 18 лютого 2015 року. другий чоловік - Дмитро Бєлін ( з 30 квітня 2015 року). У пари є син Тимофій - народився 17 серпня 2015 року. 

## Кар'єра
З 2005 року — солістка і ритм-гітаристка гурту «Ранетки», знімалась у 4 перших сезонах в однойменному телесеріалі.

### Дискографія
1. «Ранетки», 2006 р.
2. Прийшов наш час (рос. Пришло наше время), 2009 р.
3. Не забуду ніколи (рос. Не забуду никогда), 2010 р.
4. Поверніть рок-н-рол (рос. Верните рок-н-ролл), 2011 р.
5. Сльози - Лід (рос. Слёзы — Лёд)

### Кліпи
- Вона сама (рос. Она одна)
- Про тебе (рос. О тебе)
- Янголи (рос. Ангелы)
- Нас не змінять (рос. Нас не изменят)
- Типу того (рос. Типа того)
- Податки на кохання (рос. Налоги на любовь)
- Серце не спить (рос. Сердце не спит)
- Ти не зрозумів, хто я (рос. Ты не понял, кто я)
- Без тебе (рос. Без тебя)

### Фільмографія
- Ранетки (телесеріал) (2008—2009) — Аня
- рос. Ранетки Live - Откровения подростков (2009—2010)

## Освіта
Анна разом із «Ранетками» навчається в Московському державному університеті культури та мистецтв (МДУКМ) на факультеті «Соціально-культурна діяльність» за спеціальністю «Продюсування та постановка шоу-програм».